# مارك كوهين
مارك كوهين (بالإنجليزية: Mark R. Cohen) (من مواليد 11 مارس 1943) هو عالم أمريكي في التاريخ اليهودي في العالم الإسلامي.

## سيرته
كوهين هو أستاذ فخري للحضارة اليهودية في الشرق الأدنى، وأستاذ فخري لدراسات الشرق الأدنى في جامعة برينستون. هو أيضًا باحث بارز في تاريخ اليهود في العصور الوسطى في ظل الإسلام. يعتمد كوهين في أبحاثه إلى حد كبير على وثائق جنيزة القاهرة. من 1985 حتى تقاعده في عام 2013 عمل كوهين في مختبر الجنيزة في جامعة برينستون، والتي تهدف إلى جعل الجنيزة متاحة للبحث على الإنترنت اعتبارًا من عام 2013، وتتضمنت قاعدة البيانات من 4.320 وثيقة. في عام 2014 عمل كوهين أستاذ زائر في جامعة نيويورك أبوظبي.
فاز كوهين بجائزة الكتاب القومي اليهودي لكتابه اليهودية الحكم الذاتي في القرون الوسطى مصر في عام 1981، وحصل على زمالة غوغنهايم في عام 1996. حصل كوهين على شهادته الجامعية في جامعة برانديز، ودرجة الماجستير في جامعة كولومبيا، وعلى الدكتوراه في اللاهوت اليهودي. كما حصل على جائزة جولدزيهر عام 2010.